# Jakub Berman
Jakub Berman (ur. 23 grudnia 1901 w Warszawie, zm. 10 kwietnia 1984 tamże) – polski prawnik i polityk komunistyczny żydowskiego pochodzenia, członek prezydium tajnego Centralnego Biura Komunistów Polski przy KC WKP(b) (styczeń–sierpień 1944), członek Biura Politycznego KC PPR (sierpień 1944–grudzień 1948), następnie członek Biura Politycznego KC PZPR (grudzień 1948–maj 1956), członek Sekretariatu KC (1948-1954) i Sekretariatu Biura Politycznego KC. Członek Komisji Wojskowej Biura Politycznego KC PZPR, nadzorującej Ludowe Wojsko Polskie od maja 1949. Wiceprezes Rady Ministrów w latach 1954–1956, poseł do Krajowej Rady Narodowej, na Sejm Ustawodawczy oraz na Sejm PRL I kadencji. Wraz z Bolesławem Bierutem i Hilarym Mincem stanowił w latach 1949–1956 najściślejsze kierownictwo PZPR, członek Centralnej Komisji Porozumiewawczej Stronnictw Demokratycznych w 1946.

## Życiorys
Urodził się w rodzinie żydowskiej, jako syn Isera (Izydora) i Guty (Gustawy). Miał czworo rodzeństwa, dwóch braci: Adolfa (1906–1978), który w 1950 wyjechał do Izraela, i Mietka (Mieczysława; zginął w obozie zagłady w Treblince) oraz dwie siostry: Annę Wołek (zamordowaną wraz z mężem Pawłem i córką Leną również w Treblince) i Irenę Olecką (1918–2000, pedagog).
Ukończył w 1925 studia na Wydziale Prawa Uniwersytetu Warszawskiego. W 1924 został członkiem Związku Młodzieży Komunistycznej, a w 1928 – Komunistycznej Partii Polski (KPP). W KPP był członkiem centralnego wydziału krajowego, sekretarzem podwydziału inteligenckiego, pracował w Centralnej Redakcji Krajowej. Od 1927 do 1939 pracował w Biuletynie Żydowskiej Agencji Telegraficznej.
Po agresji III Rzeszy na Polskę 7 września 1939 opuścił Warszawę po apelu radiowym płk. Romana Umiastowskiego o ewakuację mężczyzn zdolnych do noszenia broni na wschód, pozostawiając rodzinę w Warszawie. Agresja ZSRR na Polskę zastała go w Tarnopolu. Został inspektorem pracy w Białymstoku, przyjął obywatelstwo sowieckie, ściągnął do Białegostoku żonę i córkę. Od marca do czerwca 1941 pracował w redakcji „Sztandaru Wolności” – organu Komunistycznej Partii Białorusi wydawanego w Mińsku.
Po ataku Niemiec na ZSRR 24 czerwca 1941 opuścił Mińsk wraz z całą redakcją i rodziną, uciekając pieszo na wschód. Poprzez Mohylew i Briańsk dotarł w sierpniu 1941 do Moskwy. Został zatrudniony w redakcji Radiostacji Kościuszko, kierowanej przez Zofię Dzierżyńską. Pracował w niej do ewakuacji centralnych instytucji radzieckich z Moskwy we wrześniu-październiku 1941, gdy Radiostację Kościuszko i aparat Kominternu ewakuowano do Ufy. Berman został wówczas skierowany przez Komitet Wykonawczy Kominternu do ewakuowanej z Puszkina Międzynarodowej Szkoły Leninowskiej Kominternu w Kusznarenkowie k. Ufy, gdzie był wykładowcą i kierownikiem grupy polskiej. Funkcję tę pełnił do 1943, szkoląc komunistów, którzy byli później przerzucani do Polski i wchodzili tam w skład powołanej w styczniu 1942 Polskiej Partii Robotniczej (PPR). Od sierpnia 1943 ponownie w redakcji Radiostacji Kościuszko w Moskwie. Organizator i członek Związku Patriotów Polskich, w grudniu 1943 powołano go na sekretarza wydziału krajowego tej organizacji.
Współorganizator i członek tajnego Centralnego Biura Komunistów Polski przy Komitecie Centralnym Wszechzwiązkowej Komunistycznej Partii (bolszewików) (styczeń–luty 1944), faktycznie kierujący pracami Biura. W lipcu 1944 współuczestniczył w powołaniu w Moskwie Polskiego Komitetu Wyzwolenia Narodowego i współredagował jego manifest.
Od sierpnia 1944 do grudnia 1948 członek Biura Politycznego Komitetu Centralnego PPR – struktury ściśle tajnej od sierpnia 1944 do I Zjazdu PPR w grudniu 1945, następnie od grudnia 1948 do maja 1956 członek Biura Politycznego Polskiej Zjednoczonej Partii Robotniczej (PZPR), Sekretariatu Biura Politycznego i Sekretariatu KC PZPR.

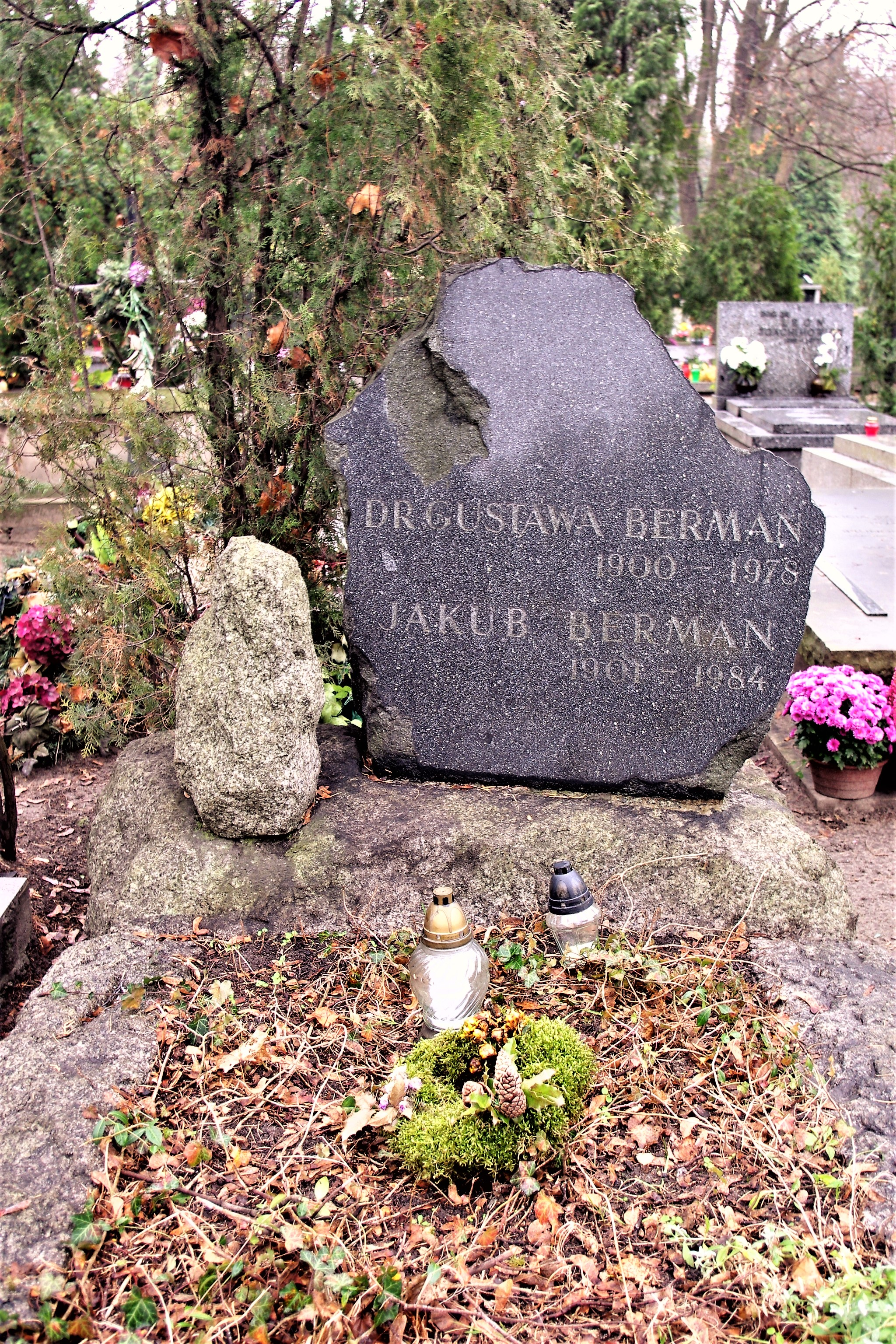
Grób Jakuba Bermana na Cmentarzu Wojskowym na Powązkach w Warszawie

16 maja 1945 powołany na stanowisko podsekretarza stanu w Prezydium Rady Ministrów, które pełniło funkcję nadrzędną wobec całego rządu. Funkcję sprawował nieprzerwanie do listopada 1952. Było to w tym okresie jego jedyne oficjalne stanowisko państwowe. Od listopada 1952 do lutego 1954 był członkiem Prezydium Rady Ministrów, a następnie w latach 1954–1956 wicepremierem. W listopadzie 1949 został członkiem Ogólnokrajowego Komitetu Obchodu 70-lecia urodzin Józefa Stalina.
W latach 1949–1954 był członkiem Komisji Biura Politycznego KC PZPR ds. Bezpieczeństwa Publicznego, nadzorującej aparat represji stalinowskich w Polsce, współodpowiedzialny za represyjną działalność Ministerstwa Bezpieczeństwa Publicznego. W drugiej połowie lat 40. XX wieku umocnił swoją pozycję w kraju, stanowiąc wraz z Bolesławem Bierutem i Hilarym Mincem trójkę stanowiącą najściślejsze kierownictwo PZPR. Bez zajmowania eksponowanych stanowisk kierował ideologią partii komunistycznej oraz aparatem represji. Był uważany za tzw. szarą eminencję. Miał kierowniczy udział w morderstwach politycznych wspólnie ze Stanisławem Radkiewiczem. Od grudnia 1952 do marca 1954 był sekretarzem KC PZPR odpowiedzialnym za oświatę. W maju 1957, w ramach odwilży październikowej, został usunięty z PZPR. Do przejścia na emeryturę w 1969 pracował w wydawnictwie „Książka i Wiedza”.
Na początku 1980 uległ poważnemu wypadkowi (wychodząc z cmentarza na Powązkach został potrącony przez samochód), przez półtora roku przebywał w szpitalu i pozostał niepełnosprawny. Zmarł w 1984 w Warszawie. Pochowany jest na Cmentarzu Wojskowym na Powązkach (kwatera B35, rząd 7, grób 15).
Bohater jednego z wywiadów w książce Teresy Torańskiej Oni.

### Rodzina
Od 1928 żonaty z Gustawą z d. Grynberg (1900–1978), z którą miał córkę Lucynę (1929–2019), żonę Feliksa Tycha.

## Odznaczenia (wybrane)
- Order Sztandaru Pracy I klasy (zarządzeniem prezydenta Bolesława Bieruta z 24 grudnia 1951 „w związku z 50 rocznicą urodzin za wybitne zasługi w walce o Polskę Ludową i w budownictwie podstaw socjalizmu”)[21]
- Krzyż Komandorski z Gwiazdą Orderu Odrodzenia Polski (uchwałą Prezydium KRN z 19 lipca 1946 „w wyróżnieniu zasług na polu dwuletniej pracy nad odrodzeniem państwowości polskiej, nad utrwaleniem jej podstaw demokratycznych i w odbudowie kraju”)[22]
- Pamiątkowy Medal z okazji 40 rocznicy powstania Krajowej Rady Narodowej (1983)[23],[24]
- Order 9 września 1944 II stopnia (Bułgaria, 1948)[25]
- Krzyż Komandorski z Gwiazdą Orderu Narodowego Zasługi (Bułgaria, 1946)[26]
- Wielki Oficer Orderu Lwa Białego (Czechosłowacja, 1947)[27]
- Order Zasługi dla Ludu ze Złotą Gwiazdą (Jugosławia, 1946)[28]
- Krzyż Komandorski z Gwiazdą Orderu Zasługi Republiki Węgierskiej (1948)[29]